# 食単
食単（しょくたん）は中国語の単語。現代では料理関係の記録資料を示すが、古くはナフキンに相当する布を意味した。

## 現代中国語としての用法
現代中国語では中国料理の作り方や献立を書いた表・本であり、日本で言うレシピ集に相当するものを「食単」と称す。日本でも食単という名の下で多くの中国料理の作り方の本が販売されている。
食単は、日本語の発音では「しょくたん」であるが中国語では「シータン」であり、呼び方は人によって違う。また各百科辞典・辞書などでも出版社ごとに呼び名が違う。
- 岩波書店 → 『しょくたん』
- 小学館 → 『シータン』

## 古文での用法
古くは食事の際に衣服の上に掛け、汚れるのを防いだ布、現代のナフキンに相当するものを「食単」と称した。宋代に銭易が著した『南部新書』に「范指座上紫絲食単曰、顔郎衫色如是」という記が残されている。